# FC Araks Ararat
Maillots
Le Football Club Araks Ararat (en arménien : Ֆուտբոլային Ակումբ Արաքս Արարատ), plus couramment abrégé en Araks Ararat, est un ancien club arménien de football fondé en 1960 et disparu en 2003 et basé dans la ville d'Ararat.

## Historique
Le club est fondé en 1960 sous le nom du FC Ararat. Au commencement du premier championnat d'Arménie en 1992, le club se renomme FC Tsement Ararat. En 1998, le Tsement Ararat réalise le doublé Championnat-Coupe. 
L'année suivante, le club est troisième, à deux points derrière le champion du Shirak FC Giumri. De plus, le club remporte une nouvelle fois la coupe d'Arménie.
En 2000, le FC Tsement Ararat devient le FC Araks Ararat. L'Araks remporte le championnat. En 2001, le club est déplacé à Erevan et devient le Spartak Erevan.
En 2003, le club connaît une crise financière et se voit absorbé par le Banants Erevan.

## Bilan sportif

### Palmarès
| \| - Championnat d'Arménie (2) : - Champion : 1998 et 2000. - Coupe d'Arménie (2) : - Vainqueur : 1998 et 1999. \| \| - Supercoupe d'Arménie (1) : - Vainqueur : 1998. - Finaliste : 1999. \| |  |                                                                      |
| - Championnat d'Arménie (2) : - Champion : 1998 et 2000. - Coupe d'Arménie (2) : - Vainqueur : 1998 et 1999.                                                                                  |  | - Supercoupe d'Arménie (1) : - Vainqueur : 1998. - Finaliste : 1999. |

### Bilan européen
Note : dans les résultats ci-dessous, le score du club est toujours donné en premier.
| Saison    | Compétition         | Tour           | Club              | Domicile | Extérieur | Total |
| --------- | ------------------- | -------------- | ----------------- | -------- | --------- | ----- |
| 1998-1999 | Coupe des coupes    | Premier tour Q | FC Lausanne-Sport | 1 - 2    | 1 - 5     | 2 - 7 |
| 1999-2000 | Ligue des champions | Premier tour Q | Žalgiris Vilnius  | 0 - 3    | 0 - 2     | 0 - 5 |
| 2001-2002 | Ligue des champions | Premier tour Q | Sheriff Tiraspol  | 0 - 1    | 0 - 2     | 0 - 3 |